# Sopotot, Smolean
Sopotot (în bulgară Сопотот) este un sat în comuna Rudozem, regiunea Smolean,  Bulgaria. 

## Demografie
Componența etnică a satului Sopotot
     Bulgari (39,45%)
     Nicio identificare (50,41%)
     Altele (10,13%)
La recensământul din 2011, populația satului Sopotot era de 365 locuitori. Nu există o etnie majoritară, locuitorii fiind  și bulgari (39,45%). Pentru 50,41% din locuitori nu este cunoscută apartenența etnică.